# Bertha Townsend
Bertha "Birdie" Louise Townsend, gift Toulmin, född 7 mars 1869, Philadelphia, Pennsylvania, USA, död 12 maj 1909, var en högerhänt amerikansk tennisspelare.

## Tenniskarriären
Bertha Townsend blev 1888 den andra kvinnliga singelmästaren i Amerikanska mästerskapen i tennis. Turneringen spelades på den tiden på gräsbanorna vid Chestnut Hill i Philadelphia, som var Townsends hemstad. Hon mötte i finalen, Challenge Round, det första spelårets mästare, Ellen Hansell, som hon besegrade med 6-3, 6-5. Hon blev året därpå, 1889, den första mästaren som framgångsrikt försvarade sin titel i mästerskapen. I Challenge Round besegrade hon Lida Vorhees med 7-5, 6-3. Samma år vann hon också dubbeltiteln i turneringen. 
Säsongen 1890 förlorade hon titeln till Ellen Roosevelt efter finalförlust med 2-6, 2-6. Hon återkom framgångsrikt i turneringen 1894 och nådde ända till finalen i All Comers Round. Hon förlorade den till den blivande mästarinnan, Helen Hellwig (2-6, 5-7). Året därpå nådde hon semifinalen. 

## Spelaren och personen
Bertha Townsend upptogs 1974 i International Tennis Hall of Fame.

## Grand Slam-titlar
- Amerikanska mästerskapen
  - Singel - 1888, 1889
  - Dubbel - 1889